# レジーナ・スペクター
レジーナ・スペクター（英語: Regina Spektor, ロシア語: Регина Спектор, 1980年2月18日 - ）は、ロシア出身で、アメリカ合衆国を活動拠点とするシンガーソングライター兼ピアニストである。彼女の音楽はニューヨークのイースト・ヴィレッジを中心とするアンチ・フォーク・シーンと結びついている。

## 生い立ち
スペクターはソビエト連邦のモスクワでアシュケナジムの音楽一家に生まれた。父親は写真家兼アマチュアのヴァイオリニストである。母親はロシアの音楽学校の教師だった。現在はニューヨーク州のマウント・バーノン市にある公立の小学校で教えている。彼女の名字「スペクター」はロシア語の инспектор （英語では"inspector"、日本語で「監察官」の意）に由来する。（ロシア政府に監察官として登録されたユダヤ人は出国の際に有利な特別待遇を受けられる）
スペクターは6歳の頃からクラシック・ピアノを習い始めたが、同時に彼女の父親が東ヨーロッパでのレコーディングの際にソビエト連邦の友人たちと交換したカセットテープに収録されていたビートルズやクイーン、ムーディ・ブルースといったロックバンドの音楽に影響を受けている。家族はレジーナが9歳になった1989年にペレストロイカ期のユダヤ人系市民への移住許可を受けて、ソビエト連邦を離れている 。移住先は最初はオーストリア、後にイタリアとなったが最終的にはニューヨーク市のブロンクス区に落ち着いた。

## ソングライターとしての活動
ニューヨークにて、スペクターはマンハッタン音楽院の教授であるソーニャ・ヴァルガスに師事し、クラシック音楽の畑で育つ。自宅での編曲には取り組んでいたものの、彼女が最初に作曲への興味を示したのは十代の時期にイスラエルへ旅行したときであった。ハイキング中に彼女が作った歌が旅をともにしていた他の子の注意を引いたのをきっかけに、彼女は作曲における自分の才能を自覚するようになる。この旅行中に彼女はジョニ・ミッチェルやアーニー・ディフランコ等のシンガーソングライターの作品に出会い、自分なりのスタイルを確立するアイデアを得たようだ。
スペクターはニューヨーク州立大学パーチェス校にて音楽科の作曲課程を、通常4年のところ優秀な成績ということで3年で修了している（2001年）。ウィスコンシン州の植物園で短期間働いた後、イースト・ヴィレッジのサイドウォーク・カフェを中心としたニューヨーク・ダウンタウンのアンチ・フォーク・シーンの活動を通じて徐々に名前を知られるようになる。この時期の演奏は、2枚のセルフ・プロデュースによるCD（“11:11”と“Songs”）に収められている。

## スタイル
スペクターの独特な作品は多様なスタイル／テクニックのミックスにより生みだされている。その多くはシンプルなピアノ・リフから始まるが、終わりに近づくにつれてうめき声やナンセンスな歌詞、震えたような声、その他意味不明なノイズが登場してくる。スペクターはこれまでに多数の曲を作ってきたが、そのほとんどを譜面に書き留めていないと言う。曲を作りたいと強く願ったことはなくて、あたかも音楽が彼女に自然に流れ込んでくるのだと語る。他の多くのシンガーソングライターと異なり、スペクターの歌詞は自伝的なものではなく、彼女の想像上のシナリオおよびキャラクターに基づいたものが多い。フォークやユダヤ音楽、ロシア音楽、ヒップ・ホップやクラシック音楽からの影響をかいま見ることができる。特に初期作品においてはジャズやブルース、ヒップ・ホップからの影響が色濃く、最近の作品はポップスやエレクトロニック・ミュージックに近づいているといえるだろう。スペクターの音楽は同じようにピアノを弾き歌うフィオナ・アップルやトーリ・エイモスと比較されることが多いが、その作品全般が彼女たちのそれとは異なる独特なスタイルを確立している。
スペクターには自分の声を使って様々な音色を表現するという特徴もあり、天使のような高音のハスキーボイス、ビリー・ホリデイばりの低音ボイス、トランペットのような楽器音までも操る。中声域を使ってジャズ風のヴィブラートや滑り降りるような歌唱を披露することも多い。バラードの中間部でビートボックスを挟んだり、ドラムスティックでピアノのボディや椅子を打ち、タップのリズムを刻んだりするそのスタイルは異端でさえある。歌の端々に強いニューヨーク・アクセントがみられ、ニューヨークとその文化への愛着が感じられる。
歌詞も同様に様々な要素を含んでおり、架空のストーリーや登場人物を歌の中へ短編小説風に置き換えたものが多い。スペクターは通常英語で歌っているが、ときどきラテン語やロシア語、フランス語、その他の言語を歌詞の中に挟むことがある。スペクターの音楽は“Poor Little Rich Boy”におけるスコット・フィッツジェラルドやアーネスト・ヘミングウェイ、“Baobabs”における『星の王子さま』、“Paris”におけるヴァージニア・ウルフやマーガレット・アトウッド、“Pound of Flesh”ではエズラ・パウンドとウィリアム・シェイクスピア、“Après Moi”でのボリス・パステルナーク、“Oedipus”での『オイディプス王』など、文学作品になぞらえたものが多く、ほかのフォーク音楽とは一線を画している。スペクターの歌詞が繰り返しテーマにしているのは恋愛、死、宗教（特に聖書やキリスト教を引き合いに出したもの）、都市生活（特にニューヨーク）であり、“gravedigger（墓掘り）”、「知恵の樹」や“Mary Ann”といった名前を複数の曲でキー・フレーズに用いることで知られている。
スペクターの初期のアルバムでは、多くの曲で非常に小さなリヴァーブ、もしくは人工的なディレイを付加し、かなり乾いたボーカル処理を施していた。この手法はコンテンポラリー・ミュージックでは極度に珍しく、歌い手の声が重々しく感じられると言われている。製作過程ではその印象は非常に薄いとも言われ、スペクターの初期作品では生のフィーリングが優先されたのだろう。しかしながらスペクターの最近のアルバム、特に“Begin to Hope”では歌ものとしての処理が強調され、伝統的なポップス風味、さらに一般的なロックバンド編成の楽器が導入されている。

## パフォーマンス
2005年ごろからスペクターは明るい赤が映えるボールドウィンのベビーグランドピアノをパフォーマンスに用いている。2003年にはストロークスの前座として初めての北米ツアーに出ている。その後は『レイト・ナイト・ウィズ・コナン・オブライエン』に2回、『ザ・トゥナイト・ショー・ウィズ・ジェイ・レノ』に2回、Jimmy Kimmel Liveに1回、Last Call with Carson Dalyに2回ずつ出演している。さらにアメリカとヨーロッパをツアーで廻った。2005年にニューヨークで行われたthe 2nd Annual Jewish Music & Heritage Festivalでは、普段はオリジナルの曲しか歌わない彼女が珍しくレナード・コーエンとマドンナのカバーを披露している。
2003年から2004年にかけて行われたストロークスのRoom on Fireツアーでは、スペクターがバンドと一緒に“Modern Girls & Old Fashion Men”をパフォーマンスする場面も見られた。
2006年、スペクターはアメリカとヨーロッパでワンマン・ツアーを敢行し、多数のクラブ／シアターでチケットを売り切る成功を収めている。

## メディア展開
2005年を皮切りに、スペクターの音楽は様々なTV番組／コマーシャルで使用されている。2005年の後半には（“Soviet Kitsch”から）“Us”が英Sky Televisionのシリーズ“What Do You Want To Watch?”中に流れるコマーシャルに使用された。スケートボーダーのダニー・ウェイを追ったドキュメンタリーでは同曲の印象的なクリップがフィーチャーされた。2006年の夏にはやはり“Us”の音源がマイクロソフトの Zuneプロジェクトにおけるティーザー広告（ComingZune.com）やmtvUのプロモーションに使用されている。CSI:ニューヨークでは2005年の回に“Somedays”が、2006年にも“Samson”がそれぞれ使用された。ABCの人気番組『グレイズ・アナトミー』 では“On the Radio”が、CBSの“Criminal Minds”では“The Last Word”と題された2006年のエピソードに“Field Below”がそれぞれ使用されている。『グレイズ・アナトミー』 の最近のエピソード（Sometimes a Fantasyというタイトル）と『ヴェロニカ・マーズ』のエピソード“Wichita Linebacker”では“Fidelity”も使用されている。スペクターはShowtimeのTVシリーズ“Weeds”で2006年のエピソード“Mile Deep and a Foot Wide”の中でタイトル曲の“Little Boxes”と彼女のオリジナル曲“Ghost of Corporate Future”を歌っており、どちらもエピソードの最初と最後で使用されたWeeds。
レジーナ・スペクターが2006年に最大の注目を集めたのはYouTubeにて“Fidelity”のビデオが2日間のうちに20万回閲覧されたときであった。これは現在までのYouTubeの歴史の中で最も成功したアーティストの例となっている。
"Us "は、2009年の映画『(500)日のサマー』のオープニング挿入曲として使用された。

## ディスコグラフィ
スペクターの初期のアルバムはアメリカでしかリリースされていない。その代わりにコンピレーション盤の“Mary Ann Meets the Gravediggers and Other Short Stories”がワールドワイドでリリースされている。

### アルバム
- 2001年 - 11:11 （自主制作）
- 2002年 - Songs （自主制作）
- 2004年 - Soviet Kitsch  （Sire/London/Rhinoよりリリース）
- 2005年 - Mary Ann Meets The Gravediggers and Other Short Stories （Transgressiveよりリリース）
- 2006年 - Begin to Hope （Sireよりリリース）  アメリカでの売り上げ 119,528枚
- 2009年 - ファー（英語版）
- 2012年 - ホワット・ウィ・ソー・フロム・ザ・チープ・シーツ（英語版）
- 2016年 - リメンバー・アス・トゥ・ライフ（英語版）
- 2022年 - Home, Before and After（英語版）

### シングル／EP
- 2003年 - Reptilia b/w Modern Girls & Old Fashion Men ストロークスへのゲスト参加 （Rough Tradeよりリリース）
- 2004年 - Your Honor / The Flowers （Shoplifterよりリリース）
- 2005年 - Live at Bull Moose EP （Sireよりリリース）
- 2005年 - Carbon Monoxide （Transgressiveよりリリース）
- 2006年 - Us （Transgressiveよりリリース）
- 2006年 - On the Radio （Sireよりリリース） UKチャート 60位
- 2006年 - Fidelity （Sireよりリリース） USチャート 98位

### コンピレーション
- 2006年 - Mary Ann Meets the Gravediggers and Other Short Stories （Transgressive）

## 参照脚注
1. 1 2  Aizlewood, John (2006年8月24日). “Regina Spektor: A Triumph That Began With Hope”.   thislondon.co.uk. 2008年12月7日閲覧。
2. ↑  Alonzo, Rod. “Making Stuff Up: An Interview With Regina Spektor”.   WOMANROCK.com. 2005年11月11日時点のオリジナルよりアーカイブ。2008年12月7日閲覧。

### 記事
- "Regina Spektor will blow your English professor's mind" by Alexandra De Jesus （The College Hill Independent, 10 March 2005）
- "Regina Spektor: The Red Princess" by Shane Roeschlein, themusicedge.com, 25 March 2005
- "Spektor’s True Creativity Shines Through", by Laura Stanelle （The Badger Herald, University of Wisconsin-Madison, 10 March 2005）
- A Lostwriters Review of Begin to Hope
- "Regina Spektor" （interview by Noel Murray, The A.V. Club, 21 June 2006）
- "Patriot's Heart", by Nick Catucci （The Village Voice, 26 June 2006）
- "Regina Spektor: How the Beatles' Rubber Soul Changed My Life", by Hal Bienstock （The Harp Magazine, 23 July 2006）
- "Singer explores love, loss", by Emily Ouzts （review from The Badger Herald, University of Wisconsin-Madison, 4 September 2006）
- "Spektor Brings Her Bronx Tale Home", by Rebecca Thomas （The New York Sun, 26 September 2006）
- "Regina Spektor in Concert", 3 October 2006 - ナショナル・パブリック・ラジオ（英語）
- "The girl who told stories", by Michael Dwyer （'The Age, Australia, 8 December 2006）

### オーディオ

#### インタビュー
- Interview from All Things Considered program, 28 June 2006 - ナショナル・パブリック・ラジオ（英語）
- Interview from Soundcheck program, 13 September 2005 （WNYC FM, New York）
- Regina Spektor in a Piano Shop （Public Radio International The Next Big Thing program, 28 January 2005; 2 segments）
- Interview from Soundcheck program, 18 October 2004 （WNYC FM, New York; 2 segments）

### ビデオ
- XFM 'X-posure Live' Video
- Artist's Den live video of "Halikha LeKesariya" （also known as "Eli, Eli", lyrics by Hannah Szenes） and "Better", performed at the Angel Orensanz Center for the Arts, 1 June 2006